# سازمان عدالت و آزادی ایران اسلامی
سازمان عدالت و آزادی ایران اسلامی که تا سال ۱۳۷۸ با عنوان کانون همبستگی پیروان خط امام شناخته می‌شد، عنوان یکی از احزاب اصلاح‌طلب در ایران است. این حزب تنها حزب اصلاح طلب ایرانی است که مرکزیت آن در شهری غیر از تهران و در اصفهان واقع شده است. این حزب در دهم خرداد ۱۳۷۶ توسط جمعی از اعضای انجمن اسلامی دانشجویان دانشگاه اصفهان با عنوان «کانون همبستگی پیروان خط امام» تأسیس شده و اولین جلسه خود را برگزار کرد.
بنیان‌گذاران سازمان در نهم دی ماه همان سال در دفتر آیت‌الله جلال‌الدین طاهری روحانی اصلاح طلب به‌طور رسمی اعلام موجودیت کردند.
سازمان عدالت و آزادی ایران اسلامی، نخستین حزب یا سازمان سیاسی است که پس از انتخاب سید محمد خاتمی در دوم خرداد ۱۳۷۶ تأسیس شده است.

## شورای مرکزی
در شانزدهمین کنگره سازمان عدالت و آزادی ایران اسلامی که در روز جمعه ۲۴ تیرماه ۱۴۰۱ برگزار گردید اعضای جدید شورای مرکزی و دبیرکل حزب برای یک دوره سه ساله انتخاب شدند.
اعضای کنگره سازمان اشخاص زیر را برای یک دوره سه ساله به عنوان شورای مرکزی برگزیدند:
حمید اشرفی، سیده زینب بحرینی، افتخار برزگریان، امیر تاکی، کوروش خسروی، سمیرا دردشتی، بی بی هاجره دهمیری، مسعود رهبری، رضا سالیانی، محمد شريف شاهی، ایمان صفری، احسان طاهری، امیر طاهری، شیوا طاهری، پویا قلی پور، علی محمد کاکایی، مهدی مقدری، سعید نادری، پوریا نایب یان، سعید نظری، سمیه وکیلی.(اسامی به ترتیب حروف الفبا منتشر شده‌است).
شورای مرکزی، دو نفر را برای انتخاب دبیرکل به کنگره معرفی کرد که نهایتاً امیر طاهری با اکثریت آرا به عنوان دبیرکل ابقا شد.

## هیئت رئیسه و روسای کمیته‌های سازمان
در دوره فعلی شورای مرکزی سازمان؛ بر اساس پیشنهاد دبیرکل سازمان و رای اعضای شورای مرکزی حزب، محمدرضا بزمشاهی به عنوان قائم مقام و سخنگوی سازمان و نیز ایمان صفری به عنوان دبیر شورای مرکزی و رئیس دبیرخانه حزب انتخاب شدند. همچنین، دبیرکل سازمان احمدرضا آدینه را به عنوان معاون اجرایی خود انتخاب نموده‌است.
وی همچنین روسای پیشنهادی برای تصدی کمیته‌های مرکزی سازمان را به شرح زیر معرفی نمود و اعضای شورای مرکزی این افراد را برای یک دوره دو ساله انتخاب کردند:
- امیر طاهری؛ رئیس کمیته تشکیلات
- امان باطنی؛ رئیس کمیته آموزش و پژوهش
- احسان طاهری؛ رئیس کمیته جوانان و دانشجویان
- احمد آدینه؛ رئیس کمیته مالی و پشتیبانی
- علی ناظم زاده؛ رئیس کمیته اطلاع‌رسانی و تبلیغات

## دبیران کل ادوار سازمان
| ردیف | نام                         | از      | تا        |
| ---- | --------------------------- | ------- | --------- |
| ۱    | علی راعی                    | ۱۳۷۶    | ۱۳۷۸      |
| ۲    | علیرضا صادقیان              | ۱۳۷۸    | ۱۳۷۹      |
| ۳    | حسن فایضی                   | ۱۳۷۹    | ۱۳۸۱      |
| ۴    | بهراد یهشتی                 | ۱۳۸۱    | ۱۳۸۲      |
| ۵    | محمدرضا بزمشاهی (قائم مقام) | دی ۱۳۸۱ | آبان ۱۳۸۲ |
| ۶    | کوروش خسروی                 | ۱۳۸۲    | ۱۳۸۵      |
| ۷    | بهراد بهشتی                 | ۱۳۸۵    | ۱۳۸۸      |
| ۸    | مهدی مقدری                  | ۱۳۸۸    | ۱۳۹۸      |
| ۹    | امیر طاهری                  | ۱۳۹۸    | تاکنون    |

## دیدگاه‌ها
به گفته صفوی معاون سیاسی سازمان، «حزب عدالت و آزادی ایران اسلامی منتقد سیاست‌های فرهنگی، سیاسی و اجتماعی دولت‌های نهم و دهم بود و این دو دولت را از خود نمی‌دانست … پس از انتخابات سال ۸۸، سازمان عدالت و آزادی ایران اسلامی در فضای بسته موجود برای فعالیت‌های آزادانه حزبی دو سال پیش هشتمین کنگره خود را برگزار کرد و پس از آن به روشن شدن موتور انتخابات ریاست جمهوری کمک کرد.»
سید محمد خاتمی دربارهٔ این حزب گفته‌است «سازمان عدالت و آزادی در زمره این سازمان‌ها و احزاب است که کوشیده‌است در جهت ارتقای دانش و آگاهی عمومی و پر رونق کردن عرصه سیاسی و اجتماعی در مسیر اهداف بلند انقلاب و برای خدمت به کشور و پیشرفت آن تلاش کند.»

## کنگره‌های برگزار شده
پانزدهمین کنگره سالانه سازمان عدالت و آزادی، به دلیل شیوع کرونا به صورت مجازی برگزار شد. در این کنگره سیاست‌های انتخاباتی این حزب برای انتخابات 1400 شرح داده شد.